# Lista de prefeitos de Nova Santa Rita (Rio Grande do Sul)
Esta é a lista de prefeitos e vice-prefeitos da cidade de Nova Santa Rita, estado brasileiro do Rio Grande do Sul.
| Nº | Prefeito                           | Partido | Vice-prefeito                                          | Início do mandato     | Fim do mandato         | Observações                                     |
| 1  | Odone Machado Ramos                | PDT     | João Luís Alves                                        | 1º de janeiro de 1993 | 31 de dezembro de 1996 | Prefeito e vice eleitos em sufrágio universal   |
| 2  | Chico Brandão                      | PPB     | Vitor Antônio Silveira de Oliveira, Juca               | 1º de janeiro de 1997 | 31 de dezembro de 2000 | Prefeito e vice eleitos em sufrágio universal   |
| 2  | Chico Brandão                      | PP      | Vitor Antônio Silveira de Oliveira, Juca               | 1º de janeiro de 2001 | março de 2004          | Prefeito e vice reeleitos em sufrágio universal |
| 3  | Vitor Antônio Silveira de Oliveira | PP      | —                                                      | março de 2004         | 31 de dezembro de 2004 | Vice-prefeito eleito no cargo de Prefeito       |
| 4  | Amilton da Silva Amorim            | PTB     | Zara Lubing Moraes Schroeter (PTB)                     | 1º de janeiro de 2005 | 31 de dezembro de 2008 | Prefeito e vice eleitos em sufrágio universal   |
| 5  | Chico Brandão                      | PP      | Vitor Antônio Silveira de Oliveira, Juca               | 1º de janeiro de 2009 | 31 de dezembro de 2012 | Prefeito e vice eleitos em sufrágio universal   |
| 6  | Professora Margarete               | PT      | Antônio César Bairros dos Santos, César do Banco (PDT) | 1º de janeiro de 2013 | 31 de dezembro de 2016 | Prefeita e vice eleitos em sufrágio universal   |
| 6  | Professora Margarete               | PT      | Antônio César Bairros dos Santos, César do Banco (PDT) | 1º de janeiro de 2017 | 31 de dezembro de 2020 | Prefeita e vice reeleitos em sufrágio universal |
| 7  | Rodrigo Amadeo Battistella         | PDT     | Antônio Dionísio Fraga Pfeil (PDT)                     | 1º de janeiro de 2021 | 31 de dezembro de 2020 | Prefeito e vice eleitos em sufrágio universal   |
| 7  | Rodrigo Amadeo Battistella         | PDT     | Antônio Dionísio Fraga Pfeil (PDT)                     | 1º de janeiro de 2025 | Atualidade             | Prefeito e vice reeleitos em sufrágio universal |